# Tarō Gotō
Tarō Gotō (jap. 後藤 太郎 Gotō Tarō; ur. 24 grudnia 1969) – japoński piłkarz występujący na pozycji pomocnika.

## Kariera klubowa
Od 1992 do 1998 roku występował w klubach Nagoya Grampus Eight, JEF United Ichihara i Sagan Tosu.